# トム・リプリー
トーマス・リプリー（Thomas Ripley）は、アメリカの小説家パトリシア・ハイスミスによる一連の犯罪小説やそれに基づく映画に登場する架空の人物である。悪役の主人公であり、職業犯罪者であり、詐欺師であり、連続殺人犯である。彼が登場する5つの小説 — 『太陽がいっぱい』（原題: The Talented Mr. Ripley）、『贋作』（原題: Ripley Under Ground）、『アメリカの友人』（原題: Ripley's Game）、『リプリーをまねた少年』（原題: The Boy Who Followed Ripley）、および『死者と踊るリプリー』（原題: Ripley Under Water）が出版されている。

## 生い立ち
ハイスミスは『リプリー』（1955）で、トム・リプリーを詐欺師として細々と生計を立てている青年として登場させた。5歳の時に両親が溺死して孤児となった彼は、ボストンでドッティーおばさんに育てられたが、おばさんは冷たく、ケチで、彼を「シシー」と嘲笑していた。10代の頃、彼は叔母の家からニューヨークに逃げようとしたが失敗し、20歳の時にようやくニューヨークに移り住む。
リプリーは、造船王ハーバート・グリーンリーフから、イタリアに赴いて彼の息子のディッキーを説得してニューヨークに帰らせ、家業に就かせるよう依頼される。リプリーは若いグリンリーフと親しくなり、この金持ちの若者の自由奔放なライフスタイルに惚れ込むが、同時にグリンリーフ自身にも執着するようになる。そして、遊び人である彼に愛想を尽かし、友情を拒絶した彼は、ついにグリーンリーフを殺害してしまう。その後、グリーンリーフになりすまし、毎月の送金のサインを偽造し、信託銀行から送金する。
彼はイタリアにアパートを借りて、楽しい生活を満喫する。そしてグリンリーフのスタイルやマナーを真似して、彼になりきる。しかし、グリンリーフと面識のある人物、特にグリンリーフの不審な友人フレディ・マイルズを殺害してしまい、その度にトラブルに巻き込まれる。
リプリーは最終的にグリーンリーフの遺言を偽造し、死んだ男の遺産を自分に残す。小説は、辛うじて逮捕を免れたリプリーがギリシャに渡り、新たに手に入れた富を喜ぶ場面で終わっている。しかし、この小説の最後の部分では、リプリーが自由を手に入れた代償として、「これから先、近づくすべての桟橋で警官が自分を待ち構えているのではないか」と考え、パラノイアを抱くことになることを示唆している。
6年後に設定された『贋作』（1970）で、リプリーはフランスの架空の村Villeperce-sur-Seineの郊外にある邸宅で余暇の生活に落ち着く。
リプリーは金を手にしてから、エロイーズ・プリッソンという相続人と結婚して財産を増やす。彼女は彼がどうやって金を稼ぐのかに疑念を抱いているが、知らない方がいいと思っている。彼は自分の評判を保つために犯罪に直接関わることを極力避けているが、それでも小悪党のリーブス・ミノに助けられて犯罪行為に巻き込まれることが多い。リプリーの犯罪には、長期にわたる美術品贋作詐欺（『贋作』で紹介され、その後の作品でも一貫して言及されている）、マフィアとの絡み（『アメリカの友人』）、いくつかの殺人事件などがある。どの作品でも、彼は危うく捕まったり殺されたりするが、最終的には危機を脱する。

## 特徴

### パーソナリティ
ハイスミスは、リプリーを「上品で好感が持てるが、まったく道徳的でない」詐欺師であり、常に正義から逃れようとする連続殺人犯として特徴づけている。ブックマガジン誌の「1900年以降のフィクションの登場人物ベスト100」では、リプリーは60位にランクインしている。
リプリーはフランスの田舎町で悠々自適の生活を送っている、美食家で洗練された人物である。彼はほとんどの時間をガーデニングや絵画、あるいは語学の勉強に費やしている。その財源は、盗んだ遺産とバックマスター・ギャラリーからのわずかな収入、そして裕福な父親からの妻の小遣いでまかなわれている。礼儀正しく、友好的で教養があり、そのような資質を持たない人間を嫌う。『死者と踊るリプリー』に登場するプリチャード一家の趣味の悪さと粗野な態度は、すぐに彼の気に障ることになる。
リプリーは「好感の持てるキャラクターであると同時に冷酷な殺人鬼」であると批評されている。ガーディアン誌のSam Jordisonは、「トム・リプリーを応援しないことは不可能に近いと言えるでしょう。彼を好きにならないことはない。あるレベルでは、彼に勝ってほしいと思うこともない。パトリシア・ハイスミスは、彼が我々の共感を得ていくようにうまく誘導している」と評している。
映画評論家のロジャー・イーバートは、1960年にルネ・クレマン監督が『リプリー』を映画化した『太陽がいっぱい』（原題: Purple Noon）の批評で、リプリーを「徹底した快楽主義者で、快適さと控えめな趣味、文化的な趣味に没頭している」と評した。彼は女性たちと素晴らしい関係を築いているが、女性たちは彼が誰であるか、何であるかを完全に理解することはない。被害者の多くとは本当の友情で結ばれている。彼の犯罪はチェスゲームの一手のようなもので、相手が好きで尊敬していても、最後は "チェックメイト "で終わらせなければならないことを理解している」。

### セクシュアリティ
ハイスミスはリプリーをゲイやバイセクシュアルとして明確に描くことはないが、リプリーの小説のある箇所では、彼が他の男性に対して何らかの無意識の魅力を抱いていることを暗示している。リプリーはディッキー・グリーンリーフに執着し、グリーンリーフの恋人マージ・シャーウッドに嫉妬し、グリーンリーフに拒絶され殴られるところを想像する。また、自分がゲイだと思われることを恐れており、「どちらが好きか決められないから、男も女もあきらめたくなる」と冗談を言う。
『贋作』では、結婚式で「緑色になった」こと、新婚旅行でヘロワーズとセックスしているときに笑いでインポテンツになったことを回想している。『リプリーをまねた少年』では、ヘロワーズとはほとんどセックスをせず、彼女のほうから頻繁に性的な要求をされると「本当に気が狂いそうだった、たぶん一度で永久に」と振り返っている。一方、『リプリーをまねた少年』は、リプリーと小説の脇役であるフランク・ピアソンとの間にホモセクシャルな背景が描かれているとされている。例えば、フランクはリプリーのベッドでシーツも変えずに眠り、ベルオンブルに来た喜びを「恋人のような言葉」で語っている。
ハイスミス自身は、リプリーのセクシュアリティというテーマについて、両義的な立場をとっている。「リプリーがゲイだとは思わない」と、1988年のSight & Sound誌のインタビューで語っている。「彼は他の男性の美貌を高く評価しているのは事実です。でも、後の作品では結婚している。私は彼がセックスに強いとは言わないわ。でも、彼は奥さんとベッドでうまくやるのです。」

### サイコパス
リプリーは良心のない人間として描かれている。『リプリーをまねた少年』の中で、彼は罪悪感に真剣に悩まされたことがないと認めている。ディッキー・グリーンリーフの殺人は「若さゆえの恐ろしい過ち」、フレディ・マイルズの殺人は「愚か」で「不必要」だったと考えているが、初期の殺人については「後悔」を感じることがあるものの、犠牲者の数を覚えていない。
しかし、彼に救いがないわけではない。シリーズを通して何人かの登場人物に、愛とまではいかなくても純粋な愛情を感じており、自分なりの倫理観を持っている。『アメリカの友人』の中で、リプリーは「絶対に必要なとき以外は殺人をしない」と振り返っている。彼は通常、「粋な社会病質者」「好意的で都会的な精神病質者」と評価されている。
ロジャー・イーバートは前述の『太陽がいっぱい』の批評で、「リプリーは知性と狡猾さを備えた犯罪者で、殺人を犯しても逃げおおせる。彼は魅力的で文学的であり、怪物でもある。リプリーは、自分の道を切り開くことは、他の誰かがどんな代償を払わなくてはならないとしても、その価値があると信じている。私たちは皆、そのような部分を少しは持っているのだ」と述べた。1999年の映画『リプリー』のイーバートの批評では、リプリーを「救いようのない悪人でありながら、魅力的で知的で、自分の道徳的な生き方に払う代償について思慮深い。彼は怪物だが、我々は彼に逃げ切ってもらいたいのだ。」と評している。
2001年に出版された『悪性の自己愛』（原題：Malignant Self-Love: Narcissism Revisited）でSam Vakninは、1999年の映画で描かれたリプリーは、反社会的人格障害の7つの基準のうち5つを満たしており、自己愛的特徴を示していると書いている。

## 被害者
リプリーは5つの小説において9回殺人を犯し、間接的にさらに5人の死者を出している。
| 小説                     | 直接殺人                                                                                         | 間接的に死に至らしめる                                |
| ------------------------ | ------------------------------------------------------------------------------------------------ | ----------------------------------------------------- |
| 『リプリー』             | - ディッキー・グリーンリーフ - フレディ・マイルズ - (ピーター・スミス・キングスレーは映画版のみ) |                                                       |
| 『贋作』                 | - トーマス・マーチソン                                                                           | - バーナード・タフツ                                  |
| 『アメリカの友人』       | - ヴィト・マルカンジェロ - アンジェロ・リッパリ - フィリポ・トゥロリ - アルフィオリ - ポンティ   | - ジョナサン・トレヴァニー - サルヴァトーレ・ビアンカ |
| 『リプリーをまねた少年』 | - 「イタリア型誘拐犯」                                                                           |                                                       |
| 『死者と踊るリプリー』   |                                                                                                  | - デビッド・プリチャード - ジャニス・プリチャード     |

## 訳書一覧
- 『太陽がいっぱい』 青田勝訳、角川文庫、1971年。改版『リプリー』2000年
- 『太陽がいっぱい』 佐宗鈴夫訳、河出文庫、改版2016年
- 『贋作』 上田公子訳、河出文庫、新版2016年
- 『アメリカの友人』 佐宗鈴夫訳、河出文庫、改版2016年
- 『リプリーをまねた少年』 柿沼瑛子訳、河出文庫、改版2017年
- 『死者と踊るリプリー』 佐宗鈴夫訳、河出文庫、改版2018年

## 映像化
ハイスミスのリプリー小説前半3作品は度々映画公開されている。
『リプリー』は1960年にアラン・ドロン主演で、日本では『太陽がいっぱい』（原題: Purple Noon, Plein Soleil) で公開され世界的にヒットした。1999年にマット・デイモン主演『リプリー』で再度映画化。『アメリカの友人』は、1977年にデニス・ホッパー主演で映画化、2002年にジョン・マルコヴィッチ主演の『リプリーズ・ゲーム』で再度映画化された。『贋作』は2005年に、バリー・ペッパー主演の映画『リプリー 暴かれた贋作』で公開。
原作者ハイスミスによる、リプリーの描写評価としては、『太陽がいっぱい』でのドロンの演技は「素晴らしい」と称賛、1982年のテレビドラマで演じたジョナサン・ケントを「完璧」と表現した。彼女は『アメリカの友人』でホッパーが演じたリプリーが嫌いだったが、映画を再度見た後、ホッパーがキャラクターの本質を捉えていると感じ、評価を修正した。
2024年にアンドリュー・スコット主演『リプリー』でドラマ化。Netflixオリジナルドラマとして配信されている。